# Joseph Nonge
Joseph Nonge Boende (Jette, 15 de mayo de 2005) es un futbolista belga que juega como mediocentro en el Kocaelispor de la Superliga de Turquía.

## Trayectoria

### Juventus Next Gen
El 19 de marzo de 2023, debutó con la Juventus Next Gen en la serie C contra el Pro Patria en el que disputó sesenta y un minutos por el empate 1-1.
El 16 de junio de 2023, Joseph Nonge es renovado por la Juventus de Turín por un contrato hasta el 2026, uniéndose a la Juventus Next Gen para la temporada 2023-24.
El 4 de octubre de 2023, Joseph Nonge se enfrentó contra el F. C. Pro por la competición de la Coppa Italia Serie C, en el que realizó su primera anotación al minuto 47 y provocando un penal a favor al minuto 54, el encuentro finalizó con la victoria 1-5.

### Juventus de Turín
El 21 de octubre de 2023, Joseph Nonge ascendió al equipo de la Juventus de Turín en sustitución del futbolista francés Paul Pogba.
El 4 de enero de 2024, debutó con la Juventus de Turín en la Copa de Italia por los octavos de final contra el U. S. Salernitana, ingresó al minuto 76 por la victoria 6-1. El 7 de enero, Nonge debutó en la Serie A contra el U. S. Salernitana, dándose su ingreso al minuto 81 por la victoria 1-2.
El 15 de mayo de 2024, la Juventus de Turín venció a Atalanta por el marcador 0-1 en la competición de la Copa de Italia, Nonge no estuvo convocado para el partido, sin embargo, disputó dos partidos del torneo, permitiéndole consagrarse campeón de la copa.

### Troyes A. C.
El 30 de agosto de 2024, se oficializó su fichaje al Troyes A. C. en condición de préstamo y con opción de compra. El 20 de septiembre, debutó contra el Rodez Aveyron, ingresó desde el minuto 81, finalizando por una derrota de 0-3.

### Servette F. C.
El 24 de enero de 2025, se oficializó su fichaje al Servette F. C. en condición de préstamo con un contrato de seis meses con opción a compra. El 4 de febrero, debutó en la liga de Suiza contra el F. C. Sion disputando 54 minutos en el empate 3-3.

### Kocaelispor
El 5 de julio de 2025, se oficializó su fichaje al Kocaelisporcomo agente libre, con un contrato hasta junio de 2028. El 11 de agosto, debutó contra el Trabzonspor en el que disputó 86 minutos en la derrota 1-0.

## Estadísticas

### Clubes
Actualizado al último partido jugado el 16 de agosto de 2025.
| Club                               | Div.          | Temporada     | Liga  | Liga  | Liga   | Copas nacionales | Copas nacionales | Copas nacionales | Copas internacionales | Copas internacionales | Copas internacionales | Total | Total | Total  |
| Club                               | Div.          | Temporada     | Part. | Goles | Asist. | Part.            | Goles            | Asist.           | Part.                 | Goles                 | Asist.                | Part. | Goles | Asist. |
| ---------------------------------- | ------------- | ------------- | ----- | ----- | ------ | ---------------- | ---------------- | ---------------- | --------------------- | --------------------- | --------------------- | ----- | ----- | ------ |
| Juventus Next Gen · Italia         |               |               |       |       |        |                  |                  |                  |                       |                       |                       |       |       |        |
| 3.ª                                | 2022-23       | 1             | 0     | 0     | —      | —                | —                | —                | —                     | —                     | 1                     | 0     | 0     |        |
| 3.ª                                | 2023-24       | 19            | 1     | 1     | 1      | 1                | 1                | —                | —                     | —                     | 20                    | 2     | 2     |        |
| Total club                         | Total club    | 20            | 1     | 1     | 1      | 1                | 1                | 0                | 0                     | 0                     | 21                    | 2     | 2     |        |
| Juventus de Turín · Italia         |               |               |       |       |        |                  |                  |                  |                       |                       |                       |       |       |        |
| 1.ª                                | 2023-24       | 2             | 0     | 0     | 2      | 0                | 0                | —                | —                     | —                     | 4                     | 0     | 0     |        |
| Total club                         | Total club    | 2             | 0     | 0     | 2      | 0                | 0                | 0                | 0                     | 0                     | 4                     | 0     | 0     |        |
| Troyes A. C. II Francia            |               |               |       |       |        |                  |                  |                  |                       |                       |                       |       |       |        |
| 5.ª                                | 2024-25       | 5             | 1     | 0     | —      | —                | —                | —                | —                     | —                     | 5                     | 1     | 0     |        |
| Total club                         | Total club    | 5             | 1     | 0     | 0      | 0                | 0                | 0                | 0                     | 0                     | 5                     | 1     | 0     |        |
| Troyes A. C. Francia               |               |               |       |       |        |                  |                  |                  |                       |                       |                       |       |       |        |
| 2.ª                                | 2024-25       | 6             | 0     | 0     | —      | —                | —                | —                | —                     | —                     | 6                     | 0     | 0     |        |
| Total club                         | Total club    | 6             | 0     | 0     | 0      | 0                | 0                | 0                | 0                     | 0                     | 6                     | 0     | 0     |        |
| Servette F. C. · Suiza             |               |               |       |       |        |                  |                  |                  |                       |                       |                       |       |       |        |
| 1.ª                                | 2024-25       | 5             | 0     | 0     | —      | —                | —                | —                | —                     | —                     | 5                     | 0     | 0     |        |
| Total club                         | Total club    | 5             | 0     | 0     | 0      | 0                | 0                | 0                | 0                     | 0                     | 5                     | 0     | 0     |        |
| Kocaelispor Turquía                |               |               |       |       |        |                  |                  |                  |                       |                       |                       |       |       |        |
| 1.ª                                | 2025-26       | 2             | 0     | 0     | 0      | 0                | 0                | —                | —                     | —                     | 2                     | 0     | 0     |        |
| Total club                         | Total club    | 2             | 0     | 0     | 0      | 0                | 0                | 0                | 0                     | 0                     | 2                     | 0     | 0     |        |
| Total carrera                      | Total carrera | Total carrera | 39    | 2     | 1      | 3                | 1                | 1                | 0                     | 0                     | 0                     | 42    | 3     | 2      |
| 1. Fuente:Transfermarkt / Besoccer |               |               |       |       |        |                  |                  |                  |                       |                       |                       |       |       |        |

## Palmarés

### Títulos nacionales
| Título         | Club              | País   | Año  |
| -------------- | ----------------- | ------ | ---- |
| Copa de Italia | Juventus de Turín | Italia | 2024 |

## Vida privada
Posee la nacionalidad belga por nacimiento, de padre congoleño y de madre costarricense.